# Осетинська архітектура

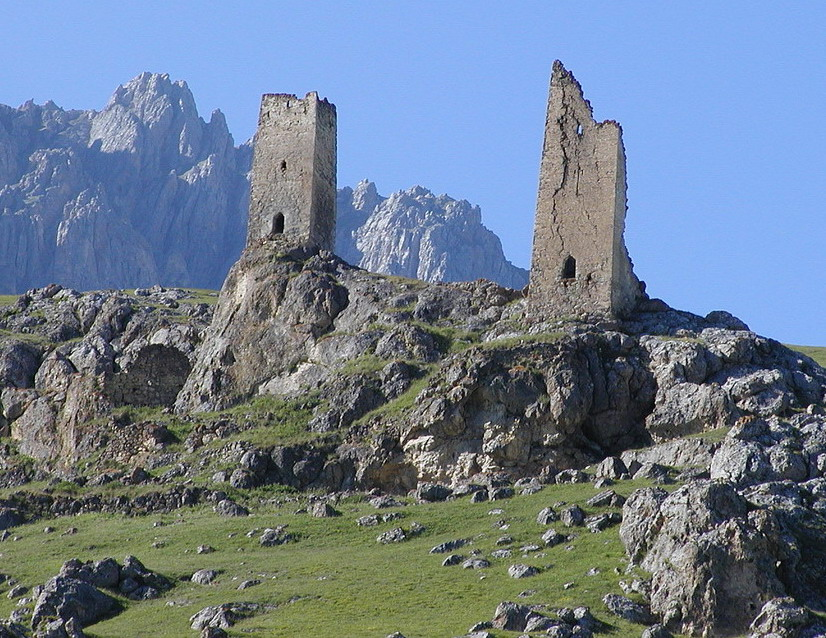
Вежі Цагараєвих і Габісових в містечку Халгон над древнім Цимиті.

Осетинська архітектура — створені протягом століть свідоцтва унікальної матеріальної культури осетинського народу.
На території проживання осетин розташована велика кількість архітектурних пам'яток, найвидатнішими з яких є середньовічні вежі і замки, широко поширені в гірській зоні. Оборонні споруди осетин поділяються на бойові («мæсиг») і напів-бойові житлові вежі («гæнах»), замки («галуан»), наскельні і печерні фортеці, загороджувальні стіни. Для кожного з цих видів пам'ятників характерні певні способи будівництва, особливе планування і певне призначення. В Осетії відзначено понад триста веж різного ступеня збереження, найкраще збереглися бойові вежі, набагато в більш гіршому стані житлові. Велика кількість веж та інших укріплень було знищено або пошкоджено під час каральної експедиції генерала Абхазова в Осетії 1830 року. Документально підтверджено руйнування вежі Шанаєвих в селищі Даргавс, Карсанових в Ламардоне, трьох веж в селищі Чмі, селищах Барзікау, Лац, Хідікус, Уаласих, всього 10 населених пунктів були спалені і зруйновані. Також осетинські вежі і фортеці масово знищувалися під час різних каральних експедицій в Південну Осетію.

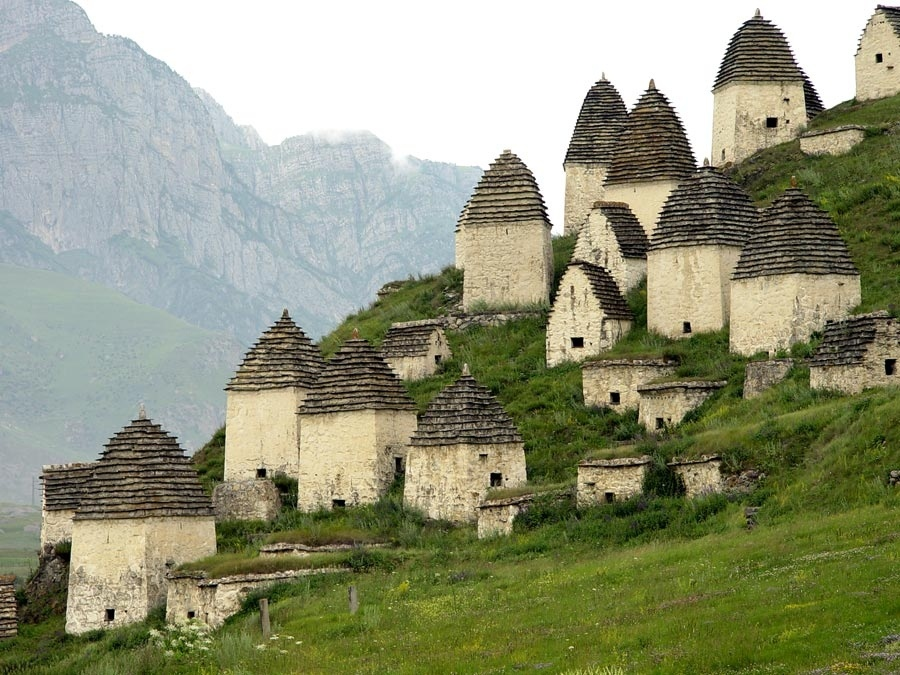
Некрополь біля селища Даргавс — найбільший на Північному Кавказі.

Про послідовне знищення осетинських веж згадує Коста Хетагуров в етнографічному нарисі «Особа» (1894):
|  | В настоящее время в Нарской котловине, да и во всей Осетии, нет ни одной сохранившейся в целости башни; все они, по распоряжению русского правительства, были разрушены в сороковых и пятидесятых годах прошлого столетия. |

## Вежі
Напівбойові житлові вежі («гæнах») — будівлі, призначені і для житла, і для оборони, тобто укріплені житла. Зазвичай вони мають три-чотири поверхи, перший використовувався як хлів, на другому поверсі розміщувалося вогнище і спальня, на третьому і четвертому були приміщення для гостей («уазæгдон») і комори («к'æбіц»). У центрі житлової вежі зазвичай знаходився опорний стовп, викладений з обробленого каменю. На ньому трималися балки перекриттів. Найголовнішим і значущим місцем у таких спорудах було вогнище, над яким висів надвогнищний ланцюг. Місце вогнища і надвогнищний ланцюг були для осетин особливо значущими і дуже оберігалися. Над вогнищем давали клятви, нерідко прощали кровників. Останній поверх житлових веж нерідко використовувався для оборони, стіни верхнього поверху височіли над покрівлею, утворюючи парапет. Це значно посилювало бойові можливості захисників вежі, які вели бій з покрівлі.
Бойові вежі («мæсиг») мають в середньому 5-6 ярусів (найвищі до семи), малу площу основи і похилі стіни, що призначалися для створення рикошетуючої поверхні і збільшення вражаючого ефекту скидаючого каміння. Найбільш ранні вежі будувалися насухо, без сполучного розчину, пізніше став широко застосовуватися вапняний і піщано-вапняний розчин. Звичайний будівельний матеріал, що використовувався для побудови — камінь, уламки скляного плитняка, поширеного в даній місцевості. Для потреб будівництва заготовляли також глину. Що стосується дерев'яних деталей конструкції, то і в цьому випадку звичайно, цінувалася тверда деревина, наприклад, дуб. Однак міжповерхові перекриття тримались на балках з хвойних порід. Дерев'яними в башті були каркаси міжповерхових перекриттів, двері, замки і переносні драбини або колоди з зарубками-сходинками.
|  |  |                                    |  |                              |  |                      |
|  |  | Осетинське село, малюнок 1869 року |  | Селище Нижній Унал, 1886 рік |  | Селище Нар, 1886 рік |

Будівництво починалося з розчищення майданчика і укладання наріжних каменів, це були найпотужніші, часто оброблені, кам'яні брили. Важливим моментом при будівництві вежі було влаштування міжповерхових перекриттів, які слугували одночасно стелею для нижніх поверхів і підлогою для слідуючого. Зазвичай перекриття спиралося на кілька горизонтально покладених колод, кінці яких укладалися в спеціальні ніші в стінах веж. Укладання колод не було канонічним: вони укладалися як від передньої стіни до задньої, так і поперек. Колоди-сволоки перекривалися щільним рядом жердин. Будівельниками веж особлива увага приділялася бійницям — внутрішнім і навісним, так як крім мощі стін головною формою захисту було ведення бойових дій з вежі. Саме для цієї мети влаштовувалися різноманітні бійниці, поява яких на оборонних спорудах пов'язується дослідниками з поширенням на Кавказі вогнепальної зброї. Бійниці веж представляли собою вузькі наскрізні отвори (одинарні, подвійні, зрідка і потрійні), влаштовані в спеціально призначених для того нішах, в кількості від 3 до 6 на кожному поверсі. Розташовувалися вони з урахуванням найбільш повного кругового огляду прилягаючої до вежі місцевості і мали найрізноманітніший напрямок, найчастіше вниз або в сторону. Розміри ніш були настільки малі, що в них при всьому бажанні не втиснулося б плече стрільця-лучника. Бійниці зсередини були набагато ширші вихідного отвору, так що стрілець мав можливість наводити зброю в різних напрямках. Машикулі шикувалися на виступаючих зі стін консольних каменях. Осетинські бойові вежі через те, що майже повністю виконані з каменю (крім дерев'яних дверей вхідних отворів) були цілком протипожежні. Втім, є вежі і зі слідами пожеж, залишками обвуглених балок міжповерхових перекриттів. Але вони згоріли, треба думати, в результаті підпалу вже після захоплення вежі. Багато з них були підірвані карателями, часто руйнуванню піддавався один з кутів вежі, а решту доробили стихії і час.
Осетинські вежі в Тагаурії мали одну конструктивну особливість: перекриття між першим і другим поверхами бойових веж зазвичай склепінні, викладені з каменю. Спочатку вони підтримувалися двома пересічними в центрі склепіння арками, але згодом місцеві майстри освоїли техніку хибного склепіння настільки добре, що арки як конструктивний елемент стали непотрібними. Однак вони збереглися як суто декоративний елемент: пересічні нервюри розчленовують звід, а в точці перетину укладено замковий камінь. Решта міжповерхові перекриття робилися з колод, що вставлялися кінцями в спеціальні пази в стінах.
У Куртатинській ущелині збереглася чимала кількість пам'ятників Осетинської архітектури, важливими з яких є загороджувальні стіни, замкові комплекси і стратегічні вежі (Хакуна, Уалласих, Халагон, Цазіу). Колись входили в комплекс хілакської фортеці. Зазначені об'єкти архітектури знайшли своє відображення в легендах і переказах осетинського народу, нотатках мандрівників (німецький мандрівник Ю. Клапрот (Клапрот Ю. Подорож по Кавказу і Грузії, розпочата в 1807—1808 рр.// Осетини очима російських та іноземних мандрівників. Орджонікідзе, 1967. с. 138), В. С. Толстой, І. Бларамберг.
|                                                        |
| Вид на баштове селище Цимиті в Куртатинській ущелині . |

## Склепи
Серед пам'яток архітектури необхідно також відзначити могильні склепи («заппадзи»), кожен рід, прізвище мали свої склепи, мавзолеї.
Недалеко від селища Даргавс, на схилі гори Рамінираг існує найбільший на Кавказі некрополь, який утворює ціле «місто мертвих» (IX -XVIII століття). Створення «міста мертвих» пов'язано зі страшною епідемією чуми, тоді населення Осетії скоротилося з 200 тисяч до 16 тисяч осіб. Архітектурний ансамбль некрополя складається з 97 різний споруд, які можна розділити на три основні типи: надземні склепи з пірамідальною покрівлею, надземні склепи з двосхилою формою покрівлі і набагато менші за розміром напівпідземні склепи, що входять однією стороною в схил. Склепи будувалися до трьох ярусів висотою, в плані вони квадратні.
Поблизу практично кожного гірського поселення осетин будувалося кілька склепів, іноді утворюючи некрополі. Зазвичай вони споруджувалися на околиці, на невеликій відстані один від одного, але часто були розкидані по всьому поселенню, приєднуючись практично до кожного дому. Усередині дерев'яними настилами склеп поділявся на кілька поверхів в залежності від типу. На кожен поверх з землі можна було потрапити через невеликий чотирикутний прохід. Дивний той факт, що найчастіше померлих клали в невеликі човни, що не зустрічається в жодного іншого народу Кавказу, іноді поруч клали весло, це при тому що ніяких судноплавних річок в Осетії немає. Це пояснюється існуванням стародавнього маловивченого культу у осетин, пов'язаного з похованням. Склепи використовувалися протягом дуже тривалого часу і ставали останнім притулком для цілих поколінь горян.

## Замки
Замок («галуан») являє собою укріплений комплекс, що складається з бойових, житлових, господарських будівель захищених високими стінами. В таких замках жили як правило великі феодали і великі патріархальні сім'ї. Споруджувалися замки на неприступних скелях, або на височинах, звідки відкривався гарний огляд на ущелину. Таке потужне спорудження панувало над навколишньою місцевістю, складаючи важливу частину оборони місцевості поряд з бойовими вежами. Нерідко біля замків і фортець будувалися селища, жителі яких в разі небезпеки могли сховатися в будівлі. Найбільш активне будівництво подібних комплексів починається в середньовіччі.
|  |  |                                               |  |                                             |  |
|  |  | Залишки середньовічної фортеці в селищі Цамад |  | Вид на замок Четоєвих в Трусівській ущелині |  |

## Наскельні і печерні фортеці
Наскальні і печерні фортеці — невід'ємна частина оборонної системи ущелин, населених осетинами. Розташовувалися вони як правило на значній висоті, у важкодоступних скелях. Внутрішніми стінами подібних споруд часто служать скельні породи. Основна частина печерних і наскельних укріплень розташовується в Куртатинській і Алагирській ущелинах Північної Осетії.
У Куртатинській ущелині наскельні фортеці захищають південну частину ущелини, утворюючи цілий оборонний комплекс навколо гори Каріу-хох, контролюючи з одного боку вхід в ущелину з рівнини, а з іншого — з Ардонської ущелини, де є аналогічні споруди (Урсдонська фортеця). Все це говорить про існування єдиної системи охорони проходів в ущелини. Прохід в Куртатинську ущелину з боку рівнини закривають Комдагальська і Дзівгісська фортеці розташовані по обидва боки самого вузького місця ущелини. Таке розташування укріплень говорить про застосування їх для поширеного в горах військового прийому: противник спокійно проїжджав повз залишаючи непоміченою Комдагальску фортецю (помітити яку досить складно), через 1,5-2 кілометри шлях ворогові перегороджувала потужна Дзівгісська фортеця. Відступ відрізала вступаюча в дію Комдагальська фортеця, і ворог опинявся затиснутим в лещата в самій вузькій частині ущелини, обстрілюваний з нависаючих прямовисних скель захисниками ущелини. На стінах фортеці Кадат збереглися тамгоподібні знаки у вигляді свастики.
Дзівгізська фортеця — одна з найбільш потужних фортифікаційних споруд не тільки Осетії, але і Кавказу. Фортеця складається з шести будівель, прибудованих до входів природних печер, розташованих в одній площині на різних висотах. Основне укріплення, відрізняється дуже значними розмірами, розташовується на нижньому рівні і доступ до нього можливий по викладених з каменю сходах. В інші споруди був прохід із сусідніх — по висіченим в скелях стежках і навісних сходах, які прибиралися в разі потреби. Тому в ході бою сполучення між укріпленнями було неможливо, і кожне з них було самостійним, автономним вогнищем оборони. Функцією цих невеликих укріплень, влаштованих на висоті 10-20 м і вміщуваних до десятка воїнів, було флангове прикриття основного укріплення — єдиного місця, звідки могла вестися активна оборона. Дзівгізська фортеця була серйозно пошкоджена під час однієї з каральних експедицій царських військ.
|                                                                          |
| Дзівгізська фортеця — найбільша наскельна фортеця на Північному Кавказі. |

## Загороджувальні стіни
Архаїчні споруди, пов'язані можливо з військовими укріпленнями Аланії. Всі ці значні цитаделі розташовувалися в вузьких місцях перевальних шляхів в Закавказзі. У Хілакській ущелині розташовані дві великі загороджувальні стіни, на відносно невеликій (до 5 км) відстані. Ці укріплення захищають верхів'я Куртатинської ущелини. Максимальна кількість воїнів, які могли виставити жителі чотирьох маленьких селищ, розташованих неподалік — 80 осіб, в той час як для оборони будь-якої з цих двох стін потрібно близько 300 (з розрахунку 1 людина на 2 метри довжини). Створення та утримання подібних цитаделей може мати місце тільки в епоху державності і ніяк не можна розглядати в якості общинних. Час спорудження стін більшість дослідників датують VII—IX століттями.
Поруч із селищем Гутіатикау збереглися залишки потужної оборонної стіни, що перегороджує Хілакську ущелину зі сходу на захід. Споруда складена з великих різнорозмірних каменів на міцному вапняному розчині. Загальна протяжність стіни, яка займає обидва береги річки Фіагдон і впирається в круті гірські схили, 350 м. Висота стіни коливається в залежності від рельєфу місцевості — найбільшої висоти досягає на верхніх терасах, найменшої — на крутих річкових відрогах. У тих місцях, де існує значний перепад висот стіна посилена шістьма бойовими вежами, по три з кожного берега.
Бугуловська стіна — найпотужніша і масивна споруда такого типу. Побувавши в Хілаке в середині XIX століття В. С. Толстой відзначає, що стіна в селищі Бугултикау називалася «Ахсіні бадан» мала набагато кращу збереженість:
|  | Каменная стена поперек ущелья, имеющего тут около трёхсот саженей, упирающаяся краями об отвесные высокие скалы, а посередине над руслом реки Фиаг-дон перекинута широкая каменная арка, по которой продолжалась дорога, идущая поверх стен. Стена столь толста, что можно по ней ездить повозкой, а внутри её были жилые покои с бойницами, обращёнными к прилегающим снеговыми горам на левом берегу реки; на вершине утёса, в который упирается стена, на весьма значительной возвышенности стоит большая башня, ныне недоступная; всё это сложено из красноватого камня, находящегося в изобилии у устья Куртатинского ущелья. |

## Фотогалерея
|                  |  |                                 |  |                                            |  |                               |
| селище Харісджін |  | Зруйновані вежі в селищі Цимиті |  | Селище Нар, будинок-музей Коста Хетагурова |  | Некрополь біля селища Даргавс |